# Ayouba Ali Sihame
Ayouba Ali Sihame là một vận động viên bơi lội Comoros.  Tại Thế vận hội Mùa hè 2012, cô đã thi đấu ở nội dung 100 mét tự do nữ, hoàn thành ở vị trí thứ 48 chung cuộc, không thể vượt qua vòng bán kết.